# 1982년 OB 베어스 시즌
1982년 OB 베어스 시즌은 KBO 리그에서 프로 야구단 OB 베어스의 1982년 시즌을 일컫는다. 김영덕 감독이 정식으로 부임하여 맞이한 1번째 시즌인데 한때 MBC 청룡 초대 감독 물망에 올랐으나 갑작스럽게 OB로 급선회해 무산됐고 김성근 투수코치는 삼성 라이온즈 삼미 슈퍼스타즈 투수코치 제의가 왔지만 김영덕 감독의 완강한 만류 아래 OB로 발길을 돌렸다. 팀은 전기리그 1위를 기록하여 한국시리즈 진출을 확정지었으며, 후기리그에서도 1위를 하면 한국시리즈 없이 통합 우승을 할 수 있었으나 후기리그에서는 삼성 라이온즈에 1경기 차로 뒤진 2위를 하여 삼성과 한국시리즈를 치르게 되었다. 한국시리즈에서는 삼성을 4승 1무 1패로 잡고 통합 우승을 확정짓게 되었다. 이는 전후기 통합 승률 1위 팀이 우승을 한 첫 사례이기도 하다. 참고로 이때 OB 베어스는 삼미 슈퍼스타즈를 상대로 16전 전승을 거두며 역대 최초로 단일 시즌 특정팀 상대 무패 기록을 세우기도 했다.

## 타이틀
- KBO MVP: 박철순
- 베스트 10: 박철순 (투수), 구천서 (2루수), 윤동균 (우익수)
- KBO 골든글러브: 황태환 (투수)
- 올스타 선발: 박철순 (투수), 신경식 (1루수), 윤동균 (외야수), 김우열 (지명타자)
- 올스타전 추천선수: 박상열, 선우대영, 김경문, 구천서, 양세종
- 한미친선프로야구대회 올스타: 박철순, 신경식, 구천서, 윤동균, 김우열
- 한국시리즈 MVP: 김유동
- 컴투스프로야구 두산 베어스 베스트 라인업: 박철순 (5선발)
- 컴투스프로야구 내일은 MVP 라인업: 박철순 (선발투수)
- 컴투스프로야구 80년대 올스타: 박철순 (선발투수)
- 컴투스프로야구 80년대 OB 베어스 라인업: 박철순 (선발투수), 황태환 (중계투수), 구천서 (2루수), 윤동균 (좌익수)
- 컴투스프로야구 가을의 전설 라인업: 김유동 (지명타자)
- 컴투스프로야구 KBO 원년 라인업: 박철순 (선발투수), 황태환 (구원투수), 신경식 (1루수), 김우열 (중견수)
- 컴투스프로야구 선정 프로야구 초창기 대기록 라인업: 박철순
- 출장(타자): 유지훤 (80)
- 3루타: 구천서, 윤동균 (5)
- 승리타점: 양세종 (9)
- 투수 WAR: 박철순 (9.41)
- 완투: 박철순 (15)
- 다승: 박철순 (24)
- 평균자책점: 박철순 (1.84)
- 승률: 박철순 (0.857)
- 선발 WAA: 박철순 (5.16)
- 선발 대체 Win: 박철순 (3.17)
- 선발 WAR: 박철순 (8.08)
- 포스트시즌 출장(타자): 구천서, 신경식, 김유동, 김우열, 유지훤, 이홍범, 김광수, 윤동균
- 포스트시즌 타수: 김우열 (28)
- 포스트시즌 득점: 윤동균 (9)
- 포스트시즌 안타: 윤동균 (11)
- 포스트시즌 2루타: 윤동균, 신경식 (3)
- 포스트시즌 홈런: 김유동 (3)
- 포스트시즌 루타: 김유동 (19)
- 포스트시즌 타점: 김유동 (12)
- 포스트시즌 사구: 김광수 (2)
- 포스트시즌 고의4구: 윤동균, 신경식 (1)
- 포스트시즌 타율: 정혁진 (1.000)
- 포스트시즌 출루율: 정혁진 (1.000)
- 포스트시즌 장타율: 정혁진 (1.500)
- 포스트시즌 OPS: 정혁진 (2.500)
- 포스트시즌 다승: 황태환 (2)
- 포스트시즌 세이브: 박철순 (2)
- 포스트시즌 탈삼진: 박철순 (10)
- 포스트시즌 이닝 당 출루허용률: 황태환 (0.60)
- 포스트시즌 피안타율: 황태환 (0.063)
- 포스트시즌 피출루율: 김진홍, 황태환 (0.250)
- 포스트시즌 피OPS: 황태환 (0.313)

## 선수단
- 선발투수 : 박철순, 선우대영, 강철원, 계형철
- 구원투수 : 박상열
- 마무리투수 : 황태환, 김현홍
- 포수 : 조범현, 정종현, 김진홍, 김경문
- 1루수 : 신경식
- 2루수 : 구천서
- 유격수 : 유지훤, 김광수
- 3루수 : 양세종
- 좌익수 : 윤동균
- 중견수 : 김우열, 이홍범
- 우익수 : 정혁진, 이근식 (1959년), 이근식 (1958년)
- 지명타자 : 박종호, 구재서, 김유동

## 통계
| # | 선수     | 경기 | 이닝  | 승 | 패 | 세이브 | 홀드 | 삼진 | 방어율 |
| - | -------- | ---- | ----- | -- | -- | ------ | ---- | ---- | ------ |
| 1 | 박철순   | 36   | 224.2 | 24 | 4  | 7      | 0    | 108  | 1.84   |
| 2 | 선우대영 | 27   | 138   | 7  | 6  | 0      | 0    | 65   | 3.39   |
| 3 | 황태환   | 27   | 86.1  | 6  | 5  | 3      | 0    | 42   | 3.86   |
| 4 | 박상열   | 25   | 111   | 10 | 5  | 0      | 0    | 35   | 4.30   |
| 5 | 계형철   | 21   | 90.1  | 4  | 4  | 0      | 0    | 42   | 4.88   |

| # | 선수   | 경기 | 타수 | 안타 | 2루타 | 3루타 | 홈런 | 타율  |
| - | ------ | ---- | ---- | ---- | ----- | ----- | ---- | ----- |
| 1 | 윤동균 | 77   | 284  | 97   | 20    | 5     | 8    | 0.342 |
| 2 | 신경식 | 77   | 293  | 98   | 21    | 3     | 4    | 0.334 |
| 3 | 김우열 | 62   | 210  | 65   | 8     | 0     | 13   | 0.310 |
| 4 | 구천서 | 76   | 266  | 82   | 11    | 5     | 3    | 0.308 |
| 5 | 양세종 | 76   | 301  | 81   | 13    | 1     | 7    | 0.269 |
| 6 | 유지훤 | 80   | 274  | 69   | 14    | 2     | 4    | 0.252 |

| 부문            | 선수     | 기록  |
| --------------- | -------- | ----- |
| 승리(W)         | 박철순   | 24    |
| 선발승          | 박철순   | 16    |
| 평균자책(ERA)   | 박철순   | 1.84  |
| 탈삼진(SO)      | 박철순   | 108   |
| 세이브(SV)      | 박철순   | 7     |
| 승률(WPCT)      | 박철순   | 0.857 |
| 경기(G)         | 박철순   | 36    |
| 선발(GS)        | 선우대영 | 20    |
| 이닝            | 박철순   | 224.2 |
| 완투            | 박철순   | 15    |
| 완봉            | 박철순   | 2     |
| 승리기여도(WAR) | 박철순   | 9.54  |

| 부문            | 선수           | 기록  |
| --------------- | -------------- | ----- |
| 타율(AVG)       | 윤동균         | 0.342 |
| 홈런(HR)        | 김우열         | 13    |
| 타점(RBI)       | 신경식         | 54    |
| 득점(R)         | 윤동균         | 54    |
| 안타(H)         | 신경식         | 98    |
| 출루율(OBP)     | 윤동균         | 0.428 |
| 장타율(SLG)     | 김우열         | 0.533 |
| 도루(SB)        | 김우열, 신경식 | 14    |
| OPS             | 김우열         | 0.961 |
| 경기(G)         | 유지훤         | 80    |
| 타석            | 양세종         | 336   |
| 2루타           | 신경식         | 21    |
| 3루타           | 구천서, 윤동균 | 9     |
| 볼넷            | 윤동균         | 45    |
| 사구            | 구천서         | 8     |
| 희생타          | 김경문         | 9     |
| 승리기여도(WAR) | 윤동균         | 4.13  |

- 투수, 타자 순위는 규정 이닝 또는 규정 타석을 채운 선수들만 표시

## 결과
- 전기 리그 1위
- 후기 리그 2위
- 1982년 한국시리즈 우승

## 여담
- 당시 팀에는 외야수 이근식이 2명이었다. 이는 KBO 리그 사상 최초의 동명이인이 그것도 한 팀 안에 있던 사례였다. 이들은 1986년에 나란히 은퇴했다.
- 선우대영은 KBO 리그 사상 최초로 복성으로 등록된 선수다.
- 구재서는 KBO 리그 역대 최초의 양타 선수다.
- 박종호는 KBO 리그 역대 최초로 만 17세에 1군 경기에 출전했다.
- 박철순은 3월 28일 MBC 청룡을 상대로 KBO 리그 역대 최초의 완투 겸 완투승을 기록했다. 이 경기는 OB 베어스가 KBO 리그에서 치른 첫 경기이기도 했다. 이 경기에서 1번 타자로 출전한 이근식 (1959년)이 구단 사상 최초로 타석을 소화한 선수가 되었다.
- 4월 18일 해태 타이거즈 와의 경기에서 양 팀 합산 12개의 도루가 나와 KBO 리그 역대 한 경기 양 팀 합산 최다 도루 기록을 세웠다.
- 김우열은 5월 23일 삼성 라이온즈와의 경기에서 KBO 리그 사상 최초로 단일 시즌 10홈런을 달성했다.
- 양세종은 5월 26일에 KBO 리그 사상 최초로 단일 시즌 100타수를 달성했다.
- 박철순은 전반기 18승으로 KBO 리그 단일 시즌 전반기 최다 기록을 세웠다.
- 당시 만 19세였던 구천서는 감독 추천선수로 올스타전 2경기에 출전해 역대 KBO 리그에서 올스타전에 최초로 출전한 10대 타자가 되었고, 10대 타자 중 올스타전 최다 출전(2) 기록도 세웠으며, 여기서 KBO 올스타전 사상 첫 희생번트도 만들어냈다. 이후 올스타전에 10대 타자의 출전은 한동안 없다가 1995년이 되어서야 LG 트윈스의 조현에 의해 다시 이루어졌다. 참고로 포스트시즌에 KBO 리그 사상 최초로 출전한 10대 타자도 구천서다.
- 박철순은 올스타전 3경기에 모두 등판해 총 8.2이닝을 소화하여 KBO 리그 역대 단일 시즌 올스타전 최다 이닝 투구 기록을 세웠다.
- 양세종은 올스타전에서 3타석 1타수 1안타 2볼넷을 기록하여 KBO 올스타전에서 타율 1.000, 출루율 1.000을 기록한 사상 첫 선수가 되었다.
- 선우대영은 올스타전 3차전에 선발 등판하여 3이닝 무실점을 기록해 KBO 올스타전 사상 첫 평균자책점 0을 기록했다.
- 김우열은 62경기 255타석만 소화하고도 규정 타석을 채워 KBO 리그 역대 단일 시즌 규정 타석을 채운 타자 중 최소 경기, 타석 기록을 보유하고 있다. 또한 병살타를 1개도 치지 않아 최소 병살타 기록까지 세웠다.
- 황태환은 365명의 타자만 상대하고도 규정 이닝을 채워 KBO 리그 역대 단일 시즌 규정 이닝을 채운 투수 중 최소 타자 상대 기록을 세웠다.
- 박철순은 KBO 리그 사상 최초로 단일 시즌 10완투를 기록했다.
- 박종호는 이 시즌에 4타수 2안타를 기록한 후 은퇴하여 KBO 리그 사상 최초의 단일 시즌 5할 타자 겸 통산 5할 타자가 되었다.
- 구천서는 이 시즌 주전 2루수로 활약하여 KBO 리그 사상 최초로 단일 시즌 규정 타석을 채운 10대 야수가 되었다.
- 김우열은 인플레이 타구 173개로 KBO 리그 역대 단일 시즌 규정 타석 충족 타자 중 최소 기록을 세웠다.
- 박철순은 원정 경기 피안타율 0.173, 피출루율 0.231로 KBO 리그 역대 단일 시즌 원정 경기 최저 기록을 세웠다.
- 박철순은 구단 사상 단일 시즌 최고 WAR(9.41)을 기록했다.
- 강철원은 8경기 등판 45.1이닝 소화에 그쳐 규정 이닝을 채우지 못했음에도 WAR 1.91로 해당 시즌 규정 이닝 미충족 투수 중 최고 WAR을 기록했다.
- 유지훤은 25실책으로 해당 시즌 최다 실책을 기록했다.
- 유지훤은 삼성 라이온즈와의 한국시리즈 5차전에서 끝내기 안타를 쳐 한국시리즈 사상 최초의 끝내기의 주인공이 되었다.
- 이 시즌에 OB 베어스는 24패만을 기록하여 KBO 리그 사상 단일 시즌 최소패 기록을 세웠다. 또 삼진 254회, 병살타 36회로 역대 단일 시즌 최소 삼진, 병살타 기록도 세웠으며 투수 전원이 WAR 양수를 기록했다.
- 삼성 라이온즈와의 한국시리즈 1차전은 무승부로 끝나 KBO 리그 모든 경기를 통틀어 사상 최초의 무승부 경기가 되었다. 이날 선발등판한 강철원이 한국시리즈 1호 등판의 주인공이 되었다.
- 한국시리즈 2차전에서 팀은 패배하여 KBO 리그 최초의 포스트시즌 패배 팀이 되었으며, 계형철이 첫 패전 투수가 되었다.
- 포수 김진홍은 한국시리즈 2차전에 구원등판하여 KBO 리그 역대 최초로 포스트시즌에 등판한 야수가 되었다.
- 정혁진은 한국시리즈에서 2타수 2안타를 기록하여 KBO 리그 최초로 단일 시즌 포스트시즌 타율, 출루율 1.000을 기록한 선수가 되었다.
- 박종호는 KBO 리그 사상 최초로 포스트시즌에 출전한 만 18세 타자가 되었으나 역시 최초로 타석은 한 타석도 소화하지 못한 야수가 되었다.
- 김유동은 KBO 포스트시즌 사상 처음으로 통산 10타점을 달성했다.
- 김유동은 KBO 리그 사상 최초의 한국시리즈 MVP가 되었다.
- 계형철은 BB/9 7.57로 KBO 리그 역대 단일 시즌 9이닝 당 최다 볼넷 허용 기록을 세웠다.
- 박철순은 당시 KBO 리그 내 최고 연봉자였고, 리그 사상 최초의 KBO MVP가 되었으며, 현재까지 유일한 만장일치로 뽑힌 MVP이기도 하다. 또한 KBO 리그 창단 멤버 중 해당 시즌에 가장 높은 WAR을 기록했다.
- 박철순은 다승, 평균자책점, 승률 1위에 올라 역대 KBO 리그 선수 중 최초로 트리플 크라운을 달성했다.
- 박철순은 규정 이닝을 채우지 못한 투수들까지 포함해도 이 시즌 평균자책점 1위였다. 또한 당시 투수 중 유일하게 이닝 당 출루허용률이 0점대(0.97)였으며, 유일하게 사이영 포인트 100을 넘겼다.
- 1983년 신인드래프트에서 구단 사상 첫 1차 지명을 통해 장호연, 정선두, 박종훈, 한대화를 영입했다.
- 1983 신인 드래프트에서 이선웅, 정구선을 KBO 리그 사상 최초의 지명권 양도 계약으로 삼미 슈퍼스타즈에 넘겨주었다.
- 팀은 이 시즌에 우승함으로써 KBO 리그 첫 참가부터 첫 우승까지 가장 짧게 걸린 구단이 되었다.

## 같이 보기
- 1983년 OB 베어스 시즌
- 2019년 두산 베어스 시즌